# Lethrinus reticulatus
Lethrinus reticulatus là một loài cá biển thuộc chi Lethrinus trong họ Cá hè. Loài cá này được mô tả lần đầu tiên vào năm 1830.

## Từ nguyên
Tính từ định danh reticulatus trong tiếng Latinh mang nghĩa là "hình mắt lưới", hàm ý đề cập đến các tia mềm của vây lưng, vây đuôi và vây hậu môn có các sọc rất mảnh tạo thành lưới ở loài cá này.

## Phân bố và môi trường sống
L. reticulatus có phân bố thưa thớt ở Ấn Độ Dương, tập trung chủ yếu tại Mauritius (gồm cả đảo Rodrigues xa bờ), quần đảo Chagos, bờ tây Thái Lan; phong phú hơn ở Tây Thái Bình Dương, bao gồm từ quần đảo Ryukyu và đảo Đài Loan xuống phía nam tới Philippines, đảo New Guinea và New Ireland, xa hơn ở phía đông đến Bắc Mariana và quần đảo Samoa. Loài này cũng xuất hiện tại quần đảo Hoàng Sa và quần đảo Trường Sa của Việt Nam.
L. reticulatus sống gần các rạn san hô, trên nền đáy mềm (như cát hoặc cỏ biển), độ sâu khoảng 5–30 m.

## Mô tả
Chiều dài cơ thể lớn nhất được ghi nhận ở L. reticulatus là 40 cm. Chúng có màu ô liu xám, hoặc nâu tanin, thường lốm đốm các vệt đen. Đầu màu nâu hoặc xanh ô liu với một dải đỏ nhạt trên mõm. Gốc vây ngực, rìa trên của nắp mang (đôi khi là cả rìa sau) có màu đỏ. Môi đỏ. Các vây màu trắng nhạt hoặc phớt cam.
Số gai ở vây lưng: 10 (gai thứ 3 thường dài nhất); Số tia vây ở vây lưng: 9; Số gai ở vây hậu môn: 3; Số tia vây ở vây hậu môn: 8; Số tia vây ở vây ngực: 13; Số vảy đường bên: 46–48.

## Sinh thái
Thức ăn của L. reticulatus là cá nhỏ và những loài thủy sinh không xương sống khác ở tầng đáy.

## Thương mại
L. reticulatus là một loại cá thực phẩm được đánh bắt thương mại, chủ yếu bằng lưới kéo và dây câu.